# Batalla de Puná
La batalla de Puná fue un enfrentamiento ocurrido en abril de 1531, en el cual los nativos de la Isla Puná (golfo de Guayaquil), dirigidos por su curaca Tumbalá, se enfrentaron con los conquistadores españoles comandados por Francisco Pizarro. Gracias a la superioridad de armamento y capacidad militar, los españoles derrotaron decisivamente a los lugareños. La batalla marcó el proceso de la tercera y última expedición de Pizarro antes de la conquista española del Imperio incaico.

## Antecedentes
A inicios de 1531, Francisco Pizarro junto a su tropa partieron de Panamá rumbo hacia Tumbes. Luego de un largo viaje que costó la vida de muchos españoles debido a epidemias, ataques por parte de los nativos y otros peligros, arribaron a la isla de Puná en abril de ese año, aceptando la invitación que ofreció el curaca del lugar, de nombre Tumbalá.
El gobernante de la isla no tenía intenciones pacíficas con los españoles, por lo que Pizarro ordenó a sus tropas tomar las mayores precauciones. En varias ocasiones hubo una actitud hostil de la población, lo que llevó al conquistador a ordenar la captura de Tumbalá y de varios dignatarios locales. Pizarro también liberó a 600 tumbesinos prisioneros de la isla, que eran enemigos acérrimos de los isleños. Estas acciones provocaron una rebelión de los punaeños que tomaron las armas.

## Desarrollo

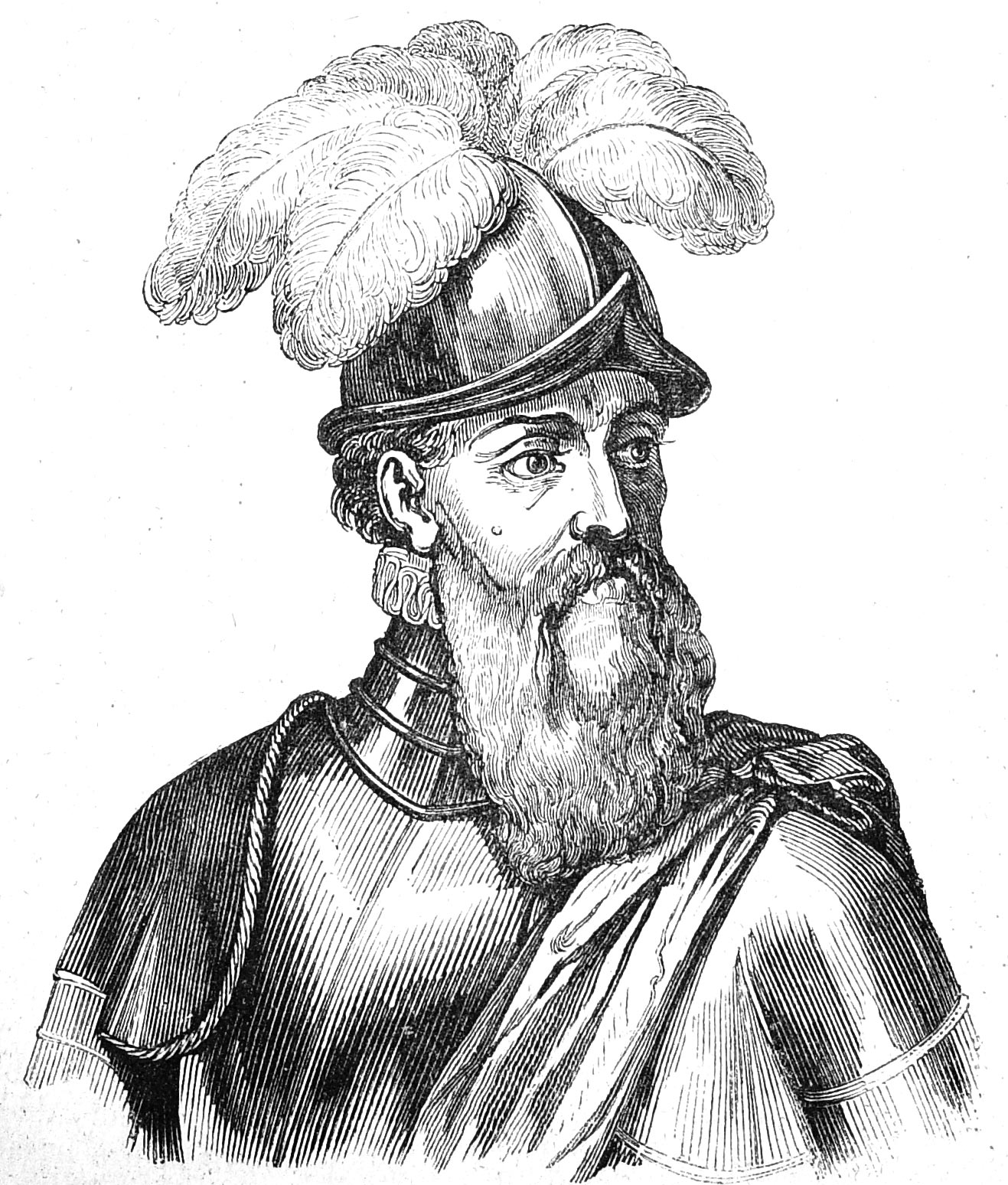
Grabado de Francisco Pizarro (en Historia de la conquista del Perú, de William H. Prescott, edición en español. 1851).

Según fuentes españolas, los enfurecidos guerreros de Puná inmediatamente tomaron las armas y devastaron el campamento español, cargando por miles. Parecía que la débil fuerza española podía ser superada, pero lo que les faltaba a los españoles en número se compensaba con armamentos y disciplina. 

“Esta es una isla habitada por una raza populosa y guerrera. Salieron pacíficamente; y al enterarse de lo que pretendían los cristianos, atacaron su campamento al amanecer una mañana, y pusieron a los cristianos en una gran situación. Hirieron a Hernando Pizarro, quien cayó de su caballo. Vencidos los indios y sometida la isla, llegaron al campamento abundantes provisiones; y allí esperó Pizarro, sin desembarcar en la costa opuesta, hasta que llegó Hernando de Soto de Nicaragua con las otras naves, y refuerzos de hombres y caballos”.
Narrativa de las Actas de Pedrarias Dávila de Pascual de Andagoya

A medida que los nativos se acercaban, muchos de estos murieron a causa de las lanzas enterradas, una técnica que los españoles habían perfeccionado durante las guerras italianas. Otros punaeños, que cargaban confusamente, fueron diezmados por las líneas de arcabuceros. A la larga, Hernando Pizarro, sintiendo la debilidad del enemigo, reunió su caballería guiándolos en una carga. Los jinetes españolas arrasaron a las filas enemigas, pues los lugareños creyeron que tanto la persona como el caballo (que nunca habían visto en su vida) eran uno solo. En cuestión de minutos, los punaeños fueron derrotados.

## Consecuencias
Los nativos se reunieron en los bosques de la isla, organizando una guerra de guerrillas que tuvo cierto éxito, destruyendo los suministros españoles y matando a algunos exploradores. Pronto llegaron dos barcos españoles con refuerzos, encabezados por el capitán Hernando de Soto, procedente de Nicaragua, posiblemente a fines de 1531. Soto trajo consigo un centenar de hombres, entre ellos 25 jinetes, refuerzo significativo que decidió el triunfo español sobre los atacantes.
Pizarro permaneció en Puná hasta abril de 1532, cuando emprendió el avance hacia la costa de Tumbes.